# Svanö
Svanö – miejscowość (småort) w Szwecji w gminie Kramfors w regionie Västernorrland. Około 76 mieszkańców.